# الجریصه
الجریصه (به عربی: الجریصة) یک منطقهٔ مسکونی در تونس است که در استان کاف واقع شده‌است. الجریصه ۹٬۸۰۷ نفر جمعیت دارد.